# مهرب مخدرات (فلم)
مُهرّب مُخدّرات (بالإنجليزية: The Mule) هو فيلم جريمة أمريكي من إنتاج وإخراج كلينت إيستوود وكتبه نيك شينك.
ويستند الفيلم على قصة  حياة ليو شارب، وهو جندي شارك في الحرب العالمية الثانية  ثم أصبح تاجر ومهرب مخدرات ضمن كارتل سينالوا. الفيلم هو مشروع إيستوود الأول الذي يقوم بالتمثيل فيه منذ فيلم مشكلة الرميات المنحنية الذي صدر في عام 2012، وأول فيلم يقوم بالتمثيل فيه واخراجه أيضا منذ فيلم غران تورينو الذي صدر عام 2008. الفيلم الفيلم من بطولة النجوم برادلي كوبر، ديان ويست، مايكل بينا و لورنس فيشبورن. التصوير بدأ في 4 يونيو / حزيران 2018 في أتلانتا وأوغستا بولاية جورجيا.
عرض في السينيمات في 14 كانون الأول / ديسمبر، 2018، من قبل وارنر بروس.

## الطاقم
- كلينت إيستوود في دور إيرل ستون
- برادلي كوبر في دور كولن بيتس
- ديان ويست في دور ماري
- مايكل بينا
- لورنس فيشبورن
- Alison Eastwood في دور آيريس
- Taissa Farmiga في دور جيني
- اجناسيو Serricchio
- لورين دين
- فيكتور Rasuk
- ماني مونتانا

## الإنتاج

### التطوير
أجري العميل الخاص لمكافحة المخدرات جيف مور الذي اعتقل ليو شارب البالغ من العمر 87 عاما في عام 2011 مقابلة مع صحيفة نيويورك تايمز بشأن التحقيق في أحد أكبر مهربي المخدرات سنا وأشهرهم علي الإطلاق .

### التصوير
التصوير الرئيسي للفيلم بدأ في 4 يونيو / حزيران 2018 في أتلانتا وأوغستا بولاية جورجيا. سيصور أيضا في لاس كروسيس, نيو مكسيكو.

## الإصدار
ومن المقرر أن يصدر في صالات العرض في 14 ديسمبر / كانون الأول 2018.

## روابط خارجية
- مقالات تستعمل روابط فنية بلا صلة مع ويكي بيانات

لا توجد روابط لمواقع التواصل الاجتماعي.